# تحریم‌های بین‌المللی در طول جنگ روسیه و اوکراین

----کشورهایی که روسیه را تحریم کرده اند: کشورهایی که تحریم ها را اعمال کرده اند

تحریم‌های جهانی در طول جنگ روسیه و اوکراین توسط تعداد زیادی از کشورها علیه روسیه و کریمه پس از یورش روسیه به اوکراین که در اواخر فوریه ۲۰۱۴ آغاز شده بود، اعمال شد. این تحریم‌ها توسط ایالات متحده آمریکا، اتحادیه اروپا (EU) و سایر کشورها و سازمان‌های جهانی علیه افراد، پیشه‌ها و مقام‌های روسیه اعمال شده‌است. روسیه با تحریم‌هایی علیه تعدادی از کشورها از جمله با ممنوعیت کامل واردات مواد غذایی از استرالیا، کانادا، نروژ، ژاپن، ایالات متحده و اتحادیه اروپا پاسخ داد.
تحریم‌های اتحادیه اروپا و ایالات متحده از فوریه ۲۰۲۲ همچنان به قوت خود مانده‌اند. در ژانویه ۲۰۲۲، اتحادیه اروپا آخرین تمدید تحریم‌ها را تا ۳۱ ژوئیه ۲۰۲۲ اعلام کرد.
تحریم‌ها به سقوط روبل روسیه و بحران مالی روسیه کمک کرد. همچنین زیان اقتصادی به تعدادی از کشورهای اتحادیه اروپا وارد آورد که مجموع زیان آن ۱۰۰ میلیارد یورو (تا سال ۲۰۱۵) برآورد شد. تا سال ۲۰۱۴، وزیر دارایی روسیه اعلام کرد که تحریم‌ها به روسیه ۴۰ میلیارد دلار زیان وارد کرده‌است که ۱۰۰ میلیارد دلار زیان دیگر در سال ۲۰۱۴ به دلیل کاهش قیمت نفت در همان سال ناشی از اشباع نفتی در دهه ۲۰۱۰ به همراه داشته‌است. پس از آخرین تحریم‌های اعمال شده در آگوست ۲۰۱۸، زیان‌های اقتصادی متحمل شده توسط روسیه حدود ۰٫۵ تا ۱٫۵ درصد از رشد تولید ناخالص داخلی پیشین است.
علاوه بر تحریم‌ها، ولادیمیر پوتین، رئیس‌جمهور روسیه، ایالات متحده را به توطئه با عربستان سعودی برای تضعیف عمدی اقتصاد روسیه از طریق کاهش قیمت نفت متهم کرده‌است. تا اواسط سال ۲۰۱۶، روسیه حدود ۱۷۰ میلیارد دلار به دلیل تحریم‌های مالی از دست داده بود و ۴۰۰ میلیارد دلار دیگر از درآمدهای نفت و گاز از دست داد.
به گفته مقام‌های اوکراینی،  تحریم‌ها روسیه را وادار به تغییر رویکرد خود در قبال اوکراین کرد و پیشرفت‌های نظامی روسیه در منطقه را تضعیف کرد. نمایندگان این کشورها می‌گویند که تحریم‌ها علیه روسیه را تنها پس از اجرای توافقات مینسک ۲ توسط مسکو لغو خواهند کرد.

## پیش‌زمینه
در واکنش به الحاق کریمه به روسیه، برخی از دولت‌ها و سازمان‌های جهانی به رهبری ایالات متحده و اتحادیه اروپا تحریم‌هایی را علیه افراد و شرکت‌های روس اعمال کردند. با گسترش ناآرامی‌ها به سایر بخش‌های شرق اوکراین، و بعداً به جنگ در منطقه دونباس، دامنه تحریم‌ها افزایش یافت. در مجموع، سه نوع تحریم اعمال شد: ممنوعیت ارائه فناوری برای اکتشاف نفت و گاز، ممنوعیت اعطای اعتبار به شرکت‌های نفتی روسیه و بانک‌های دولتی، محدودیت سفر برای شهروندان با نفوذ روسیه نزدیک به رئیس‌جمهور پوتین و درگیر در الحاق کریمه. دولت روسیه نیز با تحریم‌هایی علیه برخی افراد کانادایی و آمریکایی و در اوت ۲۰۱۴ با ممنوعیت کامل واردات مواد غذایی از اتحادیه اروپا، ایالات متحده، نروژ، کانادا و استرالیا به این اقدام واکنش نشان داد.

## تحریم‌ها علیه شرکت‌ها و مقام‌های روسیه

### دور اول: مارس/آوریل ۲۰۱۴
در ۶ مارس ۲۰۱۴، باراک اوباما، رئیس‌جمهور ایالات متحده، با استناد به قانون اختیارات اقتصادی اضطراری جهانی و قانون فوریت‌های ملی، فرمان اجرایی را امضا کرد که در آن وضعیت اضطراری ملی اعلام شده و تحریم‌هایی از جمله ممنوعیت سفر و مسدود کردن دارایی‌های ایالات متحده علیه آمریکا صادر شد. افرادی که هنوز مشخص نشده‌اند که «بدون مجوز دولت اوکراین در منطقه کریمه اقتدار دولتی داشته‌اند» و اقدامات آنها از جمله برای «تضعیف فرایندها و نهادهای دموکراتیک در اوکراین» مشخص شده‌است.
در ۱۷ مارس ۲۰۱۴، ایالات متحده، اتحادیه اروپا و کانادا تحریم‌های هدفمندی را اعمال کردند، یک روز پس از همه‌پرسی کریمه و چند ساعت پیش از امضای فرمان ولادیمیر پوتین، رئیس‌جمهور روسیه مبنی بر به رسمیت شناختن کریمه به عنوان یک کشور، دولت مستقل، زمینه را برای الحاق کریمه به روسیه فراهم می‌کند. هدف تحریم اصلی اتحادیه اروپا «جلوگیری از ورود … اشخاص حقیقی مسئول اقداماتی که باعث تضعیف … تمامیت ارضی … اوکراین و اشخاص حقیقی مرتبط با آنها، همانطور که در ضمیمه فهرست شده‌است» به سرزمین آنها بود. اتحادیه اروپا تحریم‌های خود را «در غیاب اقدامات تنش زدایی از سوی فدراسیون روسیه» به منظور پایان دادن به خشونت در شرق اوکراین اعمال کرد. اتحادیه اروپا در عین حال تصریح کرد که اتحادیه اروپا «هنگامی که روسیه شروع به مشارکت فعال و بدون ابهام در یافتن راه حلی برای بحران اوکراین کند، آماده تغییر تصمیمات خود و تعامل مجدد با روسیه است.» این تحریم‌های ۱۷ مارس، گسترده‌ترین تحریم‌هایی بود که از زمان سقوط اتحاد جماهیر شوروی در سال ۱۹۹۱ علیه روسیه استفاده شد. ژاپن همچنین تحریم‌هایی را علیه روسیه اعلام کرد که شامل تعلیق مذاکرات در مورد مسائل نظامی، فضا، سرمایه‌گذاری و شرایط ویزا می‌شود. چند روز بعد، دولت آمریکا تحریم‌ها را گسترش داد.
در واکنش به تحریم‌های ایالات متحده و اتحادیه اروپا، دومای دولتی (پارلمان روسیه) به اتفاق آرا قطعنامه‌ای را تصویب کرد که از آن خواسته شد همه اعضای دوما در فهرست تحریم‌ها قرار گیرند. چند روز بعد تحریم‌ها گسترش یافت و بازرگانان برجسته روسی را نیز دربر گرفت.

### دور دوم: آوریل ۲۰۱۴
در ۱۰ آوریل، شورای اروپا حق رای نمایندگان روسیه را به حالت تعلیق درآورد.
در ۲۸ آوریل، ایالات متحده ممنوعیت معاملات تجاری در داخل خاک خود را بر ۷ مقام روسی، از جمله ایگور سچین، رئیس اجرایی شرکت نفت دولتی روسیه، روس نفت، و ۱۷ شرکت روسی اعمال کرد.

در همان روز، اتحادیه اروپا ممنوعیت سفر برای ۱۵ نفر دیگر را صادر کرد. اتحادیه اروپا همچنین اهداف تحریم‌های اتحادیه اروپا را به شرح زیر بیان کرد:
تحریم‌ها تنبیهی نیستند، بلکه برای ایجاد تغییر در سیاست یا فعالیت توسط کشور هدف، نهادها یا افراد طراحی شده‌اند؛ بنابراین، اقدامات همیشه برای چنین سیاست‌ها یا فعالیت‌هایی، ابزارهای انجام آن‌ها و کسانی که مسئول آن‌ها هستند، هدف قرار می‌گیرد. در عین حال، اتحادیه اروپا تمام تلاش خود را برای به حداقل رساندن پیامدهای نامطلوب برای جمعیت غیرنظامی یا برای فعالیت‌های مشروع انجام می‌دهد.

### دور سوم: ۲۰۱۴–اکنون
در واکنش به تشدید جنگ در دونباس، در ۱۷ ژوئیه ۲۰۱۴، ایالات متحده ممنوعیت معاملات خود را به دو شرکت بزرگ انرژی روسیه، روس‌نفت و نوواتک، و دو بانک گازپروم‌بانک و وینشیکنومبانک تمدید کرد. ایالات متحده همچنین از رهبران اتحادیه اروپا خواست تا به موج سوم بپیوندند که اتحادیه اروپا یک روز پبشتر آغاز به تهیه پیش‌نویس تحریم‌های اروپایی می‌کند. در ۲۵ جولای، اتحادیه اروپا رسما تحریم‌های خود را به ۱۵ فرد و ۱۸ نهاد دیگر گسترش داد، پس از آن هشت فرد و سه نهاد دیگر در ۳۰ ژوئیه به آنها اضافه شدند. اتحادیه اروپا در ۳۱ ژوئیه ۲۰۱۴ دور سوم تحریم‌ها را اعلام کرد که شامل تحریم تسلیحات و مواد مرتبط و تحریم کالاها و فناوری‌های دو منظوره برای استفاده نظامی و ممنوعیت واردات تسلیحات و مواد مرتبط بود.
در ۲۴ جولای ۲۰۱۴، کانادا تسلیحات، انرژی و نهادهای مالی روسیه را هدف قرار داد.
در ۵ اوت ۲۰۱۴، ژاپن دارایی‌های «افراد و گروه‌های حامی جدایی کریمه از اوکراین» را مسدود کرد و واردات از کریمه را محدود کرد. ژاپن همچنین بودجه پروژه‌های جدید در روسیه را در راستای سیاست بانک اروپایی بازسازی و توسعه مسدود کرد.
در ۱۲ آگوست ۲۰۱۴، نروژ تحریم‌های شدیدتری را علیه روسیه که توسط اتحادیه اروپا و ایالات متحده در ۱۲ اوت ۲۰۱۴ اعمال شد، تصویب کرد. اگرچه نروژ بخشی از اتحادیه اروپا نیست، وزیر امور خارجه نروژ، بورگه برنده گفت که محدودیت‌هایی مشابه تحریم‌های اتحادیه اروپا در یکم اوت اعمال خواهد کرد. بانک‌های دولتی روسیه از گرفتن وام‌های بلندمدت و میان‌مدت، صادرات تسلیحات و تأمین تجهیزات، فناوری و کمک به بخش نفت روسیه منع شدند.
در ۱۴ اوت ۲۰۱۴، سوئیس تحریم‌های روسیه را به دلیل تهدید حاکمیت اوکراین گسترش داد. دولت سوئیس ۲۶ روس و اوکراینی طرفدار روسیه را به فهرست شهروندان روسیه که برای نخستین بار پس از الحاق کریمه به روسیه اعلام شد، اضافه کرد. در ۲۷ اوت ۲۰۱۴ سوئیس تحریم‌های خود را علیه روسیه بیشتر کرد. دولت سوئیس اعلام کرد که در حال گسترش اقدامات برای جلوگیری از دور زدن تحریم‌های مربوط به وضعیت اوکراین است.
در ۱۴ آگوست ۲۰۱۴، اوکراین قانونی را تصویب کرد که تحریم‌های اوکراین را علیه روسیه وضع می‌کند. این قانون شامل ۱۷۲ فرد و ۶۵ نهاد در روسیه و سایر کشورها برای حمایت و تأمین مالی «تروریسم» در اوکراین است، اگرچه تحریم‌های واقعی نیاز به تأیید شورای امنیت ملی و دفاع اوکراین دارد.
در ۱۱ سپتامبر ۲۰۱۴، رئیس‌جمهور ایالات متحده، اوباما گفت که ایالات متحده برای اعمال تحریم‌های شدیدتر بر بخش‌های مالی، انرژی و دفاعی روسیه به اتحادیه اروپا خواهد پیوست. در ۱۲ سپتامبر ۲۰۱۴، ایالات متحده بزرگترین بانک روسیه (Sberbank)، یک سازنده تسلیحات در قطب شمال (روستخ)، اکتشافات آبهای عمیق و شل توسط بزرگترین شرکت‌های نفتی آن (گازپروم، گازپروم نفت، لوک اویل، سورگوت ن) را تحریم کرد.

## پیامدها و ارزیابی

### پیامدهای سیاسی
تحریم‌های اقتصادی اعمال‌شده بر روسیه، با تأکید بر اینکه کشورهایی که این تحریم‌ها را اعمال می‌کنند، الحاق کریمه به روسیه را به رسمیت نمی‌شناسند، به عنوان ابزاری برای سیاست عدم شناسایی عمل می‌کند. وجود این تحریم‌ها مانع از تلقی وضعیت به عنوان یک عمل انجام شده می‌شود.

### تأثیر بر روسیه
به‌طور کلی باور بر این است که تحریم‌های اقتصادی به تضعیف اقتصاد روسیه و تشدید چالش‌هایی که روسیه با آن روبرو بود کمک کرده‌است.
واکاوی و تحلیل داده‌های سال ۲۰۱۵ ورود روسیه به رکود را با رشد منفی ۲٫۲ درصدی تولید ناخالص داخلی در سه‌ماهه اول ۲۰۱۵ در مقایسه با سه‌ماهه اول ۲۰۱۴ نشان داد. علاوه بر این، اثر آمیختی تحریم‌ها و کاهش تند قیمت نفت در سال ۲۰۱۴ باعث فشار نزولی قابل توجهی بر ارزش روبل و فرار سرمایه از روسیه شده‌است. در عین حال، تحریم‌های دسترسی به منابع مالی، روسیه را مجبور کرده‌است تا از بخشی از ذخایر ارزی خود برای نیرومندسازی اقتصاد استفاده کند. این رویدادها بانک مرکزی روسیه را وادار کرد که پشتیبانیش از ارزش روبل را متوقف کند و نرخ بهره را افزایش دهد.
برخی بر این باورند که ممنوعیت واردات غرب از سوی روسیه تأثیر بیشتری بر این رویدادهای چالش‌برانگیز داشت، زیرا تحریم منجر به افزایش قیمت مواد غذایی و تورم بیشتر شد، علاوه بر اثرات کاهش ارزش روبل که پیش از آن قیمت کالاهای وارداتی را افزایش داده بود.
در سال ۲۰۱۶، کشاورزی از صنعت تسلیحات پیشی گرفت و به عنوان دومین بخش بزرگ صادراتی روسیه پس از نفت و گاز، قرار گرفت.

## تحریم‌های پاسخی روسیه
سه روز پس از نخستین تحریم‌ها علیه روسیه، در ۲۰ مارس ۲۰۱۴، وزارت خارجه روسیه فهرستی از تحریم‌های متقابل علیه برخی از شهروندان آمریکایی را منتشر کرد که شامل ده نام بود، که از جمله جان بونر رئیس مجلس نمایندگان، سناتور جان مک‌کین و دو مشاور باراک اوباما در آن بودند. این وزارتخانه در بیانیه‌ای اعلام کرد: «برخورد با کشورمان به‌گونه‌ای که واشینگتن قبلاً می‌توانست متوجه شده باشد، نامناسب و معکوس است» و بار دیگر تأکید کرد که تحریم‌ها علیه روسیه اثر بومرنگی خواهد داشت. در ۲۴ مارس، روسیه سیزده مقام کانادایی، از جمله اعضای پارلمان کانادا را از ورود به کشور منع کرد.
در ۶ آگوست ۲۰۱۴، پوتین فرمانی "در مورد استفاده از اقدامات اقتصادی خاص" را امضا کرد، که بر اساس آن تحریم مؤثری برای یک دوره یک ساله بر واردات بیشتر محصولات کشاورزی که کشور مبدأ آنها "تصمیم بر تحریم‌های اقتصادی در رابطه با اشخاص حقوقی و (یا) حقیقی روسیه گرفته، یا به آن ملحق شده‌اند، وضع شد. پیش از تحریم، صادرات مواد غذایی از اتحادیه اروپا به روسیه حدود ۱۱٫۸ میلیارد یورو یا ۱۰ درصد از کل صادرات اتحادیه اروپا به روسیه بود. صادرات مواد غذایی از ایالات متحده به روسیه حدود ۹۷۲ میلیون یورو بود. صادرات مواد غذایی از کانادا حدود ۳۸۵ میلیون یورو بود. صادرات مواد غذایی از استرالیا، عمدتاً گوشت و گاو زنده، حدود ۱۷۰ میلیون یورو در سال بود.
روسیه پیش از این موضعی اتخاذ کرده بود که در تحریم‌های «تلافی‌جویانه» شرکت نخواهد کرد، اما دیمیتری مدودف، نخست‌وزیر روسیه، با اعلام این تحریم گفت: «هیچ چیز خوبی در تحریم‌ها وجود ندارد و تصمیم آسانی نبود. اما ما مجبور بودیم این کار را انجام دهیم.» دیوید کوهن، سخنگوی وزارت خزانه داری ایالات متحده گفت که تحریم‌هایی که بر دسترسی به مواد غذایی تأثیر می‌گذارد «کاری نیست که ایالات متحده و متحدانش هرگز انجام دهند».
در همان روز روسیه ممنوعیت استفاده هواپیماهای اوکراینی از حریم هوایی خود را اعلام کرد.
در ژانویه ۲۰۱۵، مشخص شد که مقامات روسیه به یک عضو پارلمان اروپا، نماینده لیتوانیایی پارلمان اروپا، گابریلیوس لندسبرگیس، به دلایل سیاسی اجازه سفر به مسکو را نخواهند داد.